# Czerwionka-Leszczyny

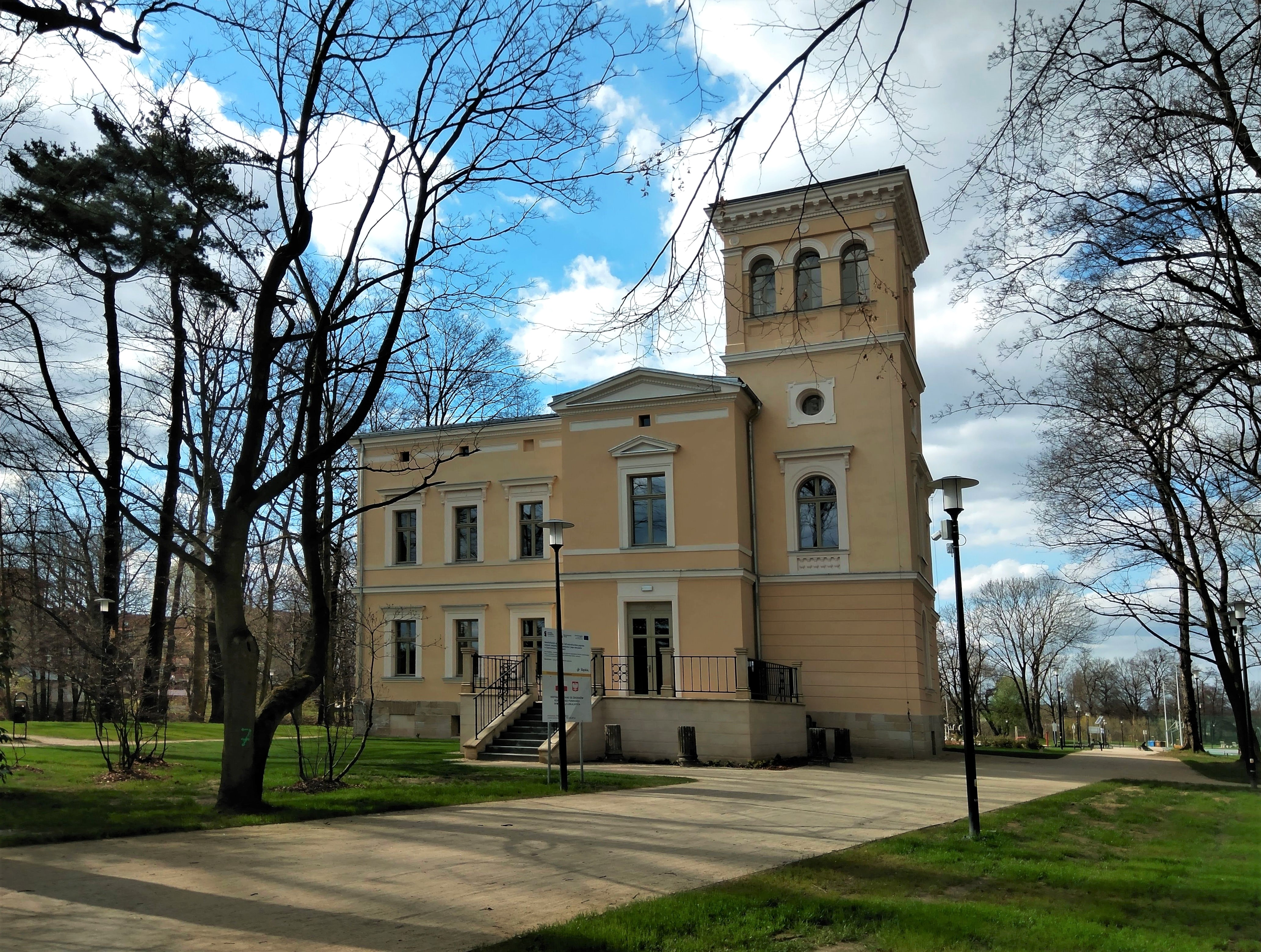
Barteltova vila

Czerwionka-Leszczyny (německy Czerwionka-Leschczin) je město v jižním Polsku ve Slezském vojvodství v okrese Rybnik. Leží na řece Bierawce na historickém území Horního Slezska zhruba 30 km od českých hranic. V roce 2024 zde žilo 26 382 obyvatel a spolu s městy Rybnik, Wodzisław Śląski, Żory a dalšími tvoří půlmilionovou aglomeraci (viz Rybnický uhelný okruh) navazující na jihu na ostravskou a na severu na katovickou aglomeraci. Z geomorfologického hlediska se rozkládá na Rybnické plošině, která je součástí Slezské vysočiny. 
Skládá se se čtyř původně samostatných obcí, které dosud netvoří jednotný urbanistický celek: Czerwionka, Leszczyny, Czuchów a Dębieńsko.

## Historie
Současné město Czerwionka-Leszczyny se skládá se čtyř původně samostatných obcí: Czerwionka, Leszczyny, Czuchów a Dębieńsko. Všechny tyto vesnice byly založeny ve 13. století a sdílely osud Ratibořského knížectví. Do roku 1742 byly součástí Zemí koruny české, načež připadly Prusku a v roce 1922 byly připojeny k Polsku v rámci autonomního slezského vojvodství.
Otevřením černouhelného dolu Marianne v Czerwionce v roce 1821 začíná postupná industrializace oblasti. Vícero dolů a těžebních polí na území Czerwionky a Dębieńska bylo roku 1898 odkoupených akciovou společností Vereinigte Königs- und Laurahütte Aktien-Gesellschaft für Bergbau und Hüttenbetrieb a spojených do jednoho důlního podniku Dubensko, později přejmenovaného na KWK Dębieńsko. Pro zaměstnance byla v letech 1898–1916 vybudována dělnická kolonie v Czerwionce (tzv. patronátní sídliště) v charakteristickém stylu s využitím červené pálené cihly. Důl KWK Dębieńsko ukončil činnost v roce 2000.
Sídlištní výstavba v Leszczynech začala v 50. let 20. století v souvislosti se zprovozněním dolu KWK Szczygłowice. Czuchów a Dębieńsko si zachovaly spíše venkovský ráz s převahou rodinných domů.
Roku 1962 získaly Czerwionka a Leszczyny (k nimž od roku 1955 patřil i Czuchów) status města. V důsledku správní reformy v roce 1975 bylo město Czerwionka přičleněno k Leszczynům. O dva roky později se jejich součástí stalo také Dębieńsko.
K 1. ledna 1992 byl název města změněn na Czerwionka-Leszczyny. Z formálního hlediska je zachována správní kontinuita pouze Leszczyn, složený název je jen symbolickým zdůrazněním post factum toho, že se jedná o souměstí se dvěma víceméně stejně velikými částmi, které bývaly samostatnými městy.

## Památky a turistické zajímavosti
- Dělnická kolonie v Czerwionce – závodní sídliště dolu Dubensko, později KWK Dębieńsko, postavené v letech 1898–1916 v typickém hornoslezském stylu s využitím červené pálené cihly; zaujímá plochu 15 ha (ulice Wolności, Hallera, Kombatantów, Mickiewicza), čítá 84 jedno- a dvoupodlažních domů;
- Novorenesanční vila Konrada von Bartelta v Leszczynech z roku 1883 (jedná se o posledního majitele leszczynského statku), nyní sídlo městské knihovny;
- Barokní kostel sv. Jiří v Dębieńsku z roku 1800 a novorománský kostel Nanebevzetí Panny Marie v Czuchowě postavený v letech 1926–1933;

## Doprava
Městem prochází dálnice A1, která je pokračováním české D1 na polské straně – dálniční uzel Dębieńsko.
Na území Czerwionky-Leszczynů se nacházejí tři železniční zastávky: Czerwionka, Czerwionka Dębieńsko a Leszczyny. Město má přímé železniční spojení mj. s Katovicemi, Rybnikem, Ratiboří a Bohumínem.
Městskou autobusovou dopravu zajišťují linky MZK Jastrzębie-Zdrój, ZTZ Rybnik a KZK GOP (dopravní podnik katovické aglomerace).

## Partnerská města
- Dubno (Ukrajina, Rovenská oblast)
- Jēkabpils (Lotyšsko)
- Sokołów Podlaski (Polsko, Mazovské vojvodství)